# Acridinae
Acridinae es una subfamilia de insectos ortópteros perteneciente a la familia Acrididae. En apariencia, las especies son muy similares a las de la subfamilia  Gomphocerinae.

## Géneros
Según Orthoptera Species File (31 mars 2010):
- Acridini MacLeay, 1821
  - Acrida Linnaeus, 1758
  - Acridarachnea Bolívar, 1908
  - Caledia Bolívar, 1914
  - Calephorops Sjöstedt, 1920
  - Cryptobothrus Rehn, 1907
  - Froggattina Tillyard, 1926
  - Perala Sjöstedt, 1921
  - Rapsilla Sjöstedt, 1921
  - Schizobothrus Sjöstedt, 1921
- Calephorini Yin, 1982
  - Calephorus Fieber, 1853
- Hyalopterygini Brunner von Wattenwyl, 1893
  - Guaranacris Rehn, 1944
  - Hyalopteryx Charpentier, 1843
  - Metaleptea Brunner von Wattenwyl, 1893
  - Neorphula Donato, 2004
  - Orphula Stål, 1873
  - Parorphula Bruner, 1900
  - Paulacris Rehn, 1944
- Phlaeobini Brunner von Wattenwyl, 1893
  - Holopercna Karsch, 1891
  - Leopardia Baccetti, 1985
  - Oxyphlaeobella Ramme, 1941
  - Phlaeoba Stål, 1861
  - Phlaeobacris Willemse, 1932
  - Phlaeobella Ramme, 1941
  - Phlaeobida Bolívar, 1902
  - Pseudophlaeoba Bolívar, 1914
  - Pyrgophlaeoba Miller, 1929
  - Sikkimiana Uvarov, 1940
  - Sinophlaeoba Niu & Zheng, 2005
  - Sinophlaeobida Yin & Yin, 2007
  - Xerophlaeoba Uvarov, 1936
- Truxalini Serville, 1838
  - Truxalis Fabricius, 1775
- tribu indeterminada
  - Acteana Karsch, 1896
  - Aeropedelloides Liu, 1981
  - Aethiopacris La Greca, 1994
  - Aethiopiacris La Greca, 1994
  - Afrophlaeoba Jago, 1983
  - Allotruxalis Rehn, 1944
  - Anaeolopus Uvarov, 1922
  - Bababuddinia Bolívar, 1918
  - Bambesiana Koçak & Kemal, 2008
  - Brachyacrida Dirsh, 1952
  - Brachyphlaeobella Jago, 1983
  - Calliphlaeoba Ramme, 1941
  - Cannula Bolívar, 1906
  - Capulica Bolívar, 1918
  - Carinacris Liu, 1984
  - Carliola Uvarov, 1939
  - Chirista Karsch, 1893
  - Chlorophlaeoba Ramme, 1941
  - Chlorophlaeobella Jago, 1983
  - Chokwea Uvarov, 1953
  - Chromacrida Dirsh, 1952
  - Chromochokwea Jago, 1983
  - Chromotruxalis Dirsh, 1951
  - Closteridea Scudder, 1893
  - Cocytotettix Rehn, 1906
  - Cohembia Uvarov, 1953
  - Comacris Bolívar, 1890
  - Conuacris Willemse, 1932
  - Coryphosima Karsch, 1893
  - Covasacris Liebermann, 1970
  - Culmulus Uvarov, 1953
  - Dorsthippus Donskoff, 1977
  - Duronia Stål, 1876
  - Duroniopsis Bolívar, 1914
  - Eoscyllina Rehn, 1909
  - Epacromiacris Willemse, 1933
  - Euprepoptera Uvarov, 1953
  - Euthynous Stål, 1877
  - Eutryxalis Bruner, 1900
  - Glyphoclonus Karsch, 1896
  - Guichardippus Dirsh, 1959
  - Gymnobothroides Karny, 1917
  - Gymnobothrus Bolívar, 1889
  - Hulstaertia Ramme, 1931
  - Hyperocnocerus Uvarov, 1953
  - Julea Bolívar, 1914
  - Kaloa Bolívar, 1909
  - Keya Uvarov, 1941
  - Lemuracris Dirsh, 1966
  - Lobopoma Karsch, 1896
  - Luzonica Willemse, 1933
  - Machaeridia Stål, 1873
  - Malcolmburria Uvarov, 1953
  - Megaphlaeoba Willemse, 1951
  - Neophlaeoba Usmani & Shafee, 1983
  - Nimbacris Popov & Fishpool, 1992
  - Nivisacris Liu, 1984
  - Ocnocerus Bolívar, 1889
  - Odontomelus Bolívar, 1890
  - Orthochtha Karsch, 1891
  - Oxybothrus Uvarov, 1953
  - Oxyolena Karsch, 1893
  - Oxyphlaeoba Ramme, 1941
  - Oxytruxalis Dirsh, 1951
  - Palawanacris Ramme, 1941
  - Pamacris Ramme, 1929
  - Panzia Miller, 1929
  - Paracoryphosima Descamps & Wintrebert, 1966
  - Paralobopoma Rehn, 1914
  - Paraphlaeoba Bolívar, 1902
  - Paraphlaeobida Willemse, 1951
  - Parga Walker, 1870
  - Parodontomelus Ramme, 1929
  - Pasiphimus Bolívar, 1914
  - Perella Bolívar, 1914
  - Phlocerus Fischer von Waldheim, 1833
  - Phloeochopardia Dirsh, 1958
  - Phorinia Bolívar, 1914
  - Phryganomelus Jago, 1983
  - Plagiacris Sjöstedt, 1931
  - Platyverticula Jago, 1983
  - Pseudoeoscyllina Liang & Jia, 1992
  - Pseudopargaella Descamps & Wintrebert, 1966
  - Pseudoptygonotus Zheng, 1977
  - Rammeihippus Woznessenskij, 1996
  - Rastafaria Ramme, 1931
  - Rhabdoplea Karsch, 1893
  - Roduniella Bolívar, 1914
  - Ruganotus Yin, 1979
  - Rugophlaeoba Willemse, 1951
  - Shabacris Popov & Fishpool, 1992
  - Sherifuria Uvarov, 1926
  - Sumba Bolívar, 1909
  - Tenuihippus Willemse, 1994
  - Truxaloides Dirsh, 1951
  - Uganda Bolívar, 1909
  - Urugalla Uvarov, 1927
  - Vietteacris Descamps & Wintrebert, 1966
  - Vitalisia Bolívar, 1914
  - Weenenia Miller, 1932
  - Wellawaya Uvarov, 1927
  - Xenocymochtha Popov & Fishpool, 1992
  - Xenoderus Uvarov, 1925
  - Xenotruxalis Dirsh, 1951
  - Yendia Ramme, 1929
  - Zacompsa Karsch, 1893
  - Zambiacris Johnsen, 1983
  - Zygophlaeoba Bolívar, 1902